# Lothlórien
Lothlórien, abreujat com a Lórien, era el bosc de la Terra Mitjana que es troba en la confluència dels rius Celèbrant i Ànduin. Al final de la Tercera Edat era governat per Galàdriel i Cèleborn.
Els seus habitants originals eren elfs silvans, i inicialment havien batejat el bosc com a Laurelindórinan o Lórinand.
Lothlórien era famosa per tenir els arbres més alts de la Terra Mitjana, i per créixer-hi els únics mallorns a l'est de l'oceà, les llavors dels quals havien estat portades de Vàlinor per Galàdriel.

## Orígens
Els boscos de Laurelindórinan (Terra de la Vall de l'Or Cantant) eren habitats per elfs silvans de descendència nandorin, com aquells que habitaven el nord del Bosc Llobregós. Els seus assentaments inicials eren construccions primitives escampades per les dues ribes de l'Ànduin.

## El primer creuament de l'Ànduin
Abans del final de la Primera Edat, els elfs silvans es van desplaçar a la riba est de l'Ànduin, fugint del creixent poder i influència dels nans de Khazad-dûm. De mica en mica, però, la seva cultura i coneixements es va veure enriquida amb la progressiva arribada d'elfs síndarin des de l'oest de les muntanyes a la Segona Edat. Entre ells hi havia el seu primer senyor, Àmdir, i més endavant Galàdriel i Cèleborn que fugien de la destrucció per part de Sàuron del reialme d'Erègion. Amb el temps, l'elf silvà va anar sent substituint pel síndarin.
En la Darrera Aliança d'Elfs i Homes a la fi de la Segona Edat, Amdir i el senyor Òropher del Bosc Llobregós van contribuir a la victòria de l'Oest sobre Sàuron.

## El segon creuament de l'Ànduin
Segles després, amb el retorn de Sàuron a la fortalesa de Dol Gúldur, la riba est de l'Ànduin es va anar tornant perillosa. Els elfs liderats per Thrànduil (fill d'Òropher) van marxar cap al nord del Bosc Llobregós, i els elfs de Laurelindórinan van desplaçar-se a la riba oest del riu. El seu senyor Àmroth (fill d'Àmdir), no els va acompanyar i va marxar cap al sud a la recerca de la seva estimada Nímrodel.
Amb l'abandó del seu antic senyor, els elfs silvans van escollir Galàdriel i Cèleborn com els seus nous Senyor i Senyora. Galàdriel va canviar de nom el bosc i el regne a Lothlórien (Lórien Florit) en record dels jardins de Lórien a Vàlinor.
Sovint no s'escurçava a Lórien, que literalment significa "Terra d'or", però també es pot interpretar com a "somni".
Sota el govern de Cèleborn i Galàdriel Lórien va assolir el seu apogeu, gràcies a la protecció de l'Anell èlfic de Galàdriel que enriquia la terra i hi impedia l'entrada de criatures amb intencions malignes.

## El tercer creuament de l'Ànduin
A la Quarta Edat, després del retorn de Galàdriel a Vàlinor, els elfs de Lórien van passar a ser governats per Cèleborn en solitari, que els va liderar a l'oest del riu per fundar un nou reialme més extens al voltant de l'Àmon Lanc, que va ser conegut com a Lórien Est.